# 오디오 파워
오디오 파워(audio power)는 오디오 앰프에서 스피커로 전송되는 전력으로, 와트 단위로 측정된다. 스피커로 전달되는 전력은 스피커의 효율과 함께 생성되는 음향 파워를 결정한다 (나머지 전력은 열로 변환된다).
앰프는 출력할 수 있는 전력이 제한되어 있으며, 스피커는 손상되거나 오디오 신호를 왜곡시키지 않고 음향 파워로 변환할 수 있는 전력이 제한되어 있다. 이러한 한계, 즉 파워 등급은 소비자들이 호환 가능한 제품을 찾고 경쟁 제품을 비교하는 데 중요하다.

## 파워 처리
오디오 전자공학에서 전력 출력(앰프 등)과 파워 처리 용량(스피커 등)을 측정하는 여러 가지 방법이 있다.

### 앰프
앰프의 출력 파워는 전압, 전류 및 온도의 영향을 받는다.
- 전압: 앰프의 전원 공급 장치전압은 출력할 수 있는 파형의 최대 진폭을 제한한다. 이는 주어진 부하 저항에 대한 순간 최대 출력 파워를 결정한다.[1][2]
- 전류: 앰프의 출력 장치(트랜지스터 또는 진공관)는 전류 제한을 가지며, 이를 초과하면 손상된다. 이는 앰프가 최대 전압에서 구동할 수 있는 최소 부하 저항을 결정한다.[3]
- 온도: 앰프의 출력 장치는 일부 전기 에너지를 열로 낭비하며, 열이 충분히 빨리 제거되지 않으면 온도가 손상될 정도로 상승한다. 이는 연속 출력 파워를 결정한다.[4]

앰프의 전력 출력은 가격에 큰 영향을 미치므로 제조업체는 판매를 늘리기 위해 출력 전력 사양을 과장하려는 유인이 있다. 규제가 없으면 전력 등급 광고에 상상력을 발휘하는 접근 방식이 너무 흔해져 1975년 미국 연방거래위원회는 시장에 개입하여 모든 앰프 제조업체가 다른 값을 인용할 수 있도록 공학적 측정(연속 평균 전력)을 사용하도록 요구했다.

### 스피커
스피커의 경우 최대 파워 처리에도 열적 및 기계적 측면이 있다.
- 열: 스피커에 전달되는 모든 에너지가 소리로 방출되는 것은 아니다. 사실, 대부분은 열로 변환되며, 온도가 너무 높게 상승해서는 안 된다. 장시간 동안 높은 레벨의 신호는 열 손상을 일으킬 수 있으며, 이는 즉시 나타나거나 수명이나 성능 여유를 감소시킬 수 있다.
- 기계: 스피커 부품은 매우 짧은 전력 피크에도 초과될 수 있는 기계적 한계를 가지고 있다. 예를 들어 가장 일반적인 스피커 드라이버는 기계적 손상 없이 특정 익스커션 한계 이상으로 움직일 수 없다.

미국에서는 스피커 전력 처리에 대한 유사한 규제가 없다. 이 문제는 훨씬 더 어려운데, 많은 스피커 시스템이 다른 주파수에서 매우 다른 전력 처리 능력을 가지고 있기 때문이다 (예: 고주파 신호를 처리하는 트위터는 물리적으로 작고 쉽게 손상되는 반면, 저주파 신호를 처리하는 우퍼는 더 크고 튼튼하다).

## 전력 계산

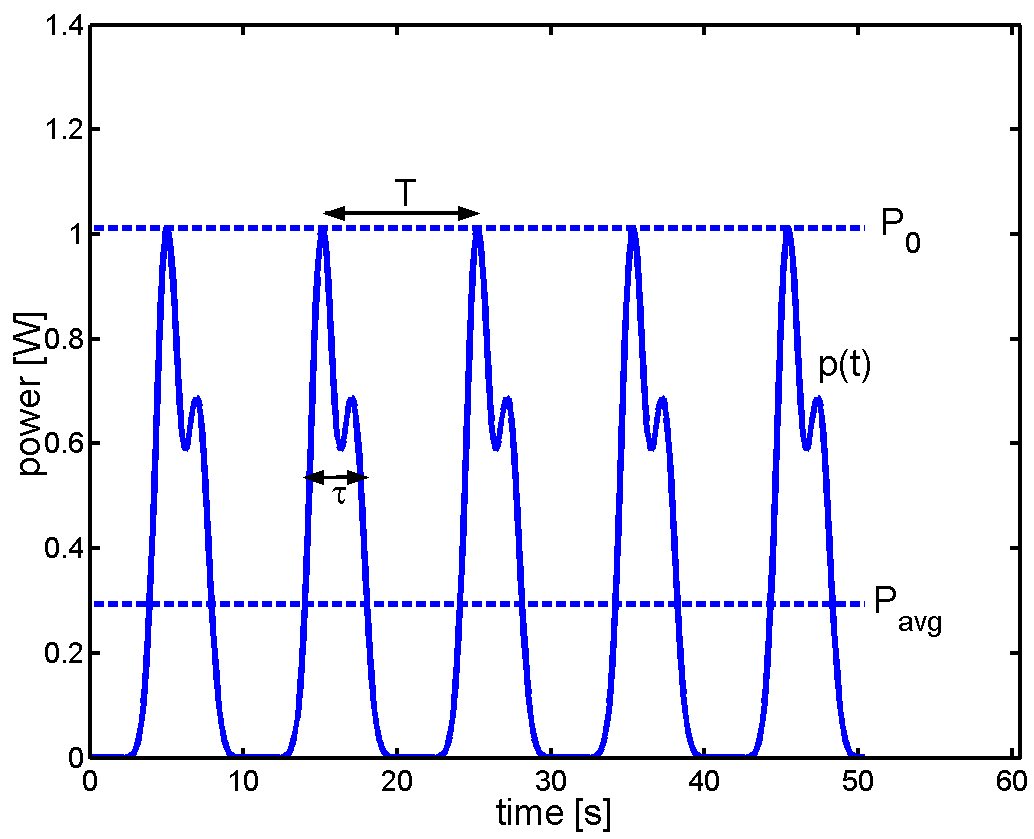
파형에 대한 시간에 따른 순간 전력 그래프, P_{0}는 피크 전력, P_{avg}는 평균 전력.

교류 파형의 순간 전력은 시간에 따라 변하므로, 오디오 전력을 포함한 교류 전력은 시간에 대한 평균으로 측정된다. 이는 다음 공식에 기초한다.
{\displaystyle P_{\mathrm {avg} }={\frac {1}{T}}\int _{0}^{T}v(t)\cdot i(t)\,dt\,}
순수 저항 부하의 경우, 전압 및 전류 파형의 제곱평균제곱근(RMS) 값을 기반으로 하는 더 간단한 방정식을 사용할 수 있다.
{\displaystyle P_{\mathrm {avg} }=V_{\mathrm {rms} }\cdot I_{\mathrm {rms} }\,}
순수 저항 부하에 일정한 사인파 톤(음악 아님)이 가해지는 경우, 이는 오실로스코프로 측정하기 쉬운 전압 파형의 피크 진폭과 부하 저항으로부터 계산할 수 있다.
{\displaystyle P_{\mathrm {avg} }={\frac {{V_{\mathrm {rms} }}^{2}}{R}}={\frac {{V_{\mathrm {peak} }}^{2}}{2R}}\,}
스피커는 순수 저항이 아니지만, 이러한 방정식은 이러한 시스템의 전력 측정값을 근사화하는 데 자주 사용된다. 근사값은 제품의 사양 시트에 참고 자료로 사용될 수 있다.

### 예시
테스트 중인 앰프는 6V의 피크 진폭을 가진 사인파 신호를 구동할 수 있다 (12V 배터리로 구동). 8 옴 (단위) 스피커에 연결하면 다음을 전달한다.
{\displaystyle P_{\mathrm {avg} }={(6~\mathrm {V} )^{2} \over 2(8~\Omega )}\,\ =2.25~\mathrm {W} }
대부분의 실제 자동차 시스템에서는 앰프가 브리지 연결 부하 구성으로 연결되며, 스피커 임피던스는 4 Ω을 넘지 않는다. 고출력 자동차 앰프는 DC-DC 변환기를 사용하여 더 높은 전원 전압을 생성한다.

## 측정

### 연속 전력 및 "RMS 전력"

전압 파형과 해당 전력 파형(저항 부하). RMS 전압은 파란색, 피크 전력은 빨간색, 평균 전력은 초록색.

연속 평균 사인파 전력 등급은 오디오 앰프 및 때로는 스피커의 성능 사양에서 중요한 요소이다.
위에서 설명했듯이, 평균 전력이라는 용어는 시간 경과에 따른 순간 전력 파형의 평균값을 나타낸다. 이는 일반적으로 사인파 전압의 제곱평균제곱근(RMS)에서 파생되므로, 종종 "RMS 전력" 또는 "RMS 와트"라고 불리지만, 이는 잘못된 표현이다. 이는 전력 파형의 RMS 값이 아니기 때문이다 (이는 더 크지만 의미 없는 숫자이다). "RMS 와트"라는 잘못된 용어는 실제로 ANSI 표준에서 사용된다. 이는 또한 공칭 값이라고도 불리며, 이를 사용해야 하는 인증 마크 요구 사항이 있다.
연속적이라는 것은 (순간적인 것과 달리) 장치가 이 전력 수준에서 장시간 작동할 수 있음을 의미한다. 즉, 열이 생성되는 속도와 동일한 속도로 제거되어 손상될 정도로 온도가 상승하지 않음을 의미한다.
1974년 5월 3일, 연방거래위원회(FTC)는 많은 하이파이 앰프 제조업체들이 내세우는 비현실적인 전력 주장에 대처하기 위해 앰프 규정을 제정했다. 이 규정은 미국에서 판매되는 앰프의 광고 및 사양에 대해 사인파 신호를 사용한 연속 전력 측정을 의무화한다. (자세한 내용은 이 문서 끝의 표준 섹션을 참조하라.) 이 규정은 1998년에 개정되어 개인용 컴퓨터와 함께 일반적으로 사용되는 자체 전원 스피커를 포함하도록 했다 (아래 예시 참조).
일반적으로 앰프의 전력 사양은 지정된 부하 저항에서 총 고조파 왜곡(THD)의 지정된 백분율(보통 1%)로 임의로 정의되는 클리핑 발생 시 연속 사인파 신호를 사용하여 RMS 출력 전압을 측정하여 계산된다. 사용되는 일반적인 부하는 채널당 8옴 및 4옴이다. 프로페셔널 오디오에 사용되는 많은 앰프는 2옴에서도 지정된다. 왜곡이 증가하도록 허용하면 훨씬 더 많은 전력을 전달할 수 있다. 일부 제조업체는 10%와 같이 더 높은 왜곡에서 최대 전력을 인용하여 허용 가능한 왜곡 수준에서 측정했을 때보다 장비가 더 강력해 보이게 한다.
연속 전력 측정은 실제 오디오 장비에서 발견되는 매우 다양한 신호(높은 크레스트 팩터 악기 녹음부터 0dB 크레스트 팩터 방형파까지 다양)를 실제로 설명하지는 않지만, 앰프의 최대 출력 능력을 설명하는 합리적인 방법으로 널리 간주된다. 오디오 장비의 경우 이는 거의 항상 인간 청각의 공칭 주파수 범위인 20 헤르츠에서 20 킬로헤르츠이다.
스피커에서는 보이스 코일과 자석 구조의 열 용량이 주로 연속 전력 처리 등급을 결정한다. 그러나 스피커의 사용 가능한 주파수 범위의 하단에서는 기계적 익스커션 한계로 인해 전력 처리가 반드시 강등될 수 있다. 예를 들어, 100 와트로 정격된 서브우퍼는 80 헤르츠에서 100와트의 전력을 처리할 수 있지만, 25 헤르츠에서는 거의 그만큼의 전력을 처리할 수 없을 수 있다. 이는 일부 드라이버가 일부 인클로저에서 앰프로부터 100와트에 도달하기 훨씬 전에 기계적 한계를 넘어설 수 있기 때문이다.

### 피크 전력
피크 전력은 순간 전력 파형의 최댓값을 나타내며, 사인파의 경우 항상 평균 전력의 두 배이다. 다른 파형의 경우 피크 전력과 평균 전력 간의 관계는 피크 대 평균 전력 비율(PAPR)이다.
앰프의 피크 전력은 전압 레일과 전자 부품이 손상 없이 순간적으로 처리할 수 있는 최대 전류량에 따라 결정된다. 이는 많은 오디오 신호가 매우 동적인 특성을 가지고 있기 때문에 빠르게 변하는 전력 수준을 처리하는 장비의 능력을 특징짓는다.
이는 항상 평균 전력 수치보다 높은 값을 생성하므로, 맥락 없이 광고에 사용되어 앰프가 경쟁 제품보다 두 배의 전력을 가진 것처럼 보이게 만드는 유혹적인 요소였다.

### 총 시스템 전력
총 시스템 전력은 오디오 공학에서 오디오 시스템의 전력을 평가하는 데 자주 사용되는 용어이다. 총 시스템 전력은 스피커의 전력 처리 능력이나 앰프의 전력 출력보다는 장치의 총 에너지 소비를 의미한다. 이는 장치의 총 전력 소비가 다른 전력 등급보다 크다는 점에서 다소 기만적인 마케팅 전략으로 볼 수 있으며, 아마도 앰프의 피크 전력은 어차피 과장된 값이다. 선반형 스테레오 및 서라운드 사운드 리시버는 종종 총 시스템 전력을 사용하여 평가된다.
총 시스템 전력을 사용하여 전력에 대한 더 정확한 추정치를 얻는 한 가지 방법은 클래스의 효율성을 고려하여 전력 출력을 추측할 수 있는 앰프 클래스를 고려하는 것이다. 예를 들어, 클래스 AB 앰프는 효율이 25%에서 75%까지 크게 달라질 수 있는 반면, 클래스 D 앰프는 80%에서 95%로 훨씬 높다. 매우 효율적인 클래스 D 앰프인 ROHM BD5421efs는 90% 효율로 작동한다.
일부 경우, 오디오 장치는 모든 스피커의 피크 전력 등급을 합산하여 총 시스템 전력으로 측정될 수 있다. 많은 홈 시어터 인 어 박스 시스템이 이러한 방식으로 평가된다. 종종 저가형 홈 시어터 시스템의 전력 등급은 높은 수준의 고조파 왜곡에서 측정되기도 한다. 최대 10%까지 측정되기도 하는데, 이는 들을 수 있을 정도이다.

### PMPO
PMPO는 Peak Music Power Output 또는 Peak momentary performance output의 약자로, 소비자보다는 광고 문구 작성자에게 더 흥미로운 의심스러운 측정 기준이다. PMPO라는 용어는 어떤 표준에서도 정의된 적이 없지만, 종종 시스템 내 각 앰프의 특정 종류의 피크 전력의 합으로 간주된다. 제조업체마다 다른 정의를 사용하므로 PMPO와 연속 전력 출력의 비율이 크게 달라지며, 서로 변환하는 것은 불가능하다. 대부분의 앰프는 PMPO를 매우 짧은 시간 동안만 유지할 수 있으며, 스피커는 심각한 손상 없이 순간적인 피크 외에는 명시된 PMPO를 견딜 수 있도록 설계되지 않았다.

## 실제 세계에서의 전력과 음량
인지되는 "음량"은 음향 출력 전력에 따라 대략 로그적으로 변한다. 음향 전력 변화에 따른 인지되는 음량 변화는 기준 전력 수준에 따라 달라진다. 인지되는 음량을 기준 전력과 독립적인 로그 데시벨(dB) 스케일로 표현하는 것은 유용하고 기술적으로 정확하며, 10dB 변화와 인지되는 음량의 두 배 증가 사이에 다소 직선적인 관계가 있다.
전력과 인지되는 음량 사이의 대략적인 로그 관계는 오디오 시스템 설계에서 중요한 요소이다. 앰프 전력과 스피커 감도 모두 실현 가능한 최대 음량에 영향을 미친다. 감도는 일반적으로 '자유 공간'의 무향실에 매달아(풀 레인지 스피커의 경우) 측정하거나, '반 공간'의 지면에서 소스와 수신기를 외부에 두고(서브우퍼의 경우) 측정한다.
인지되는 음량이 두 배/절반으로 변하는 것은 스피커 감도의 약 10dB 증가/감소에 해당하지만, 이는 또한 음향 전력의 약 10배 곱하기/나누기에 해당한다. 비교적 겸손한 3dB 감도 증가/감소조차도 음향 전력의 두 배/절반에 해당한다. '반 공간'에서 측정할 때, 지면 경계는 소리가 방출되는 사용 가능한 공간을 절반으로 줄이고 수신기에서 음향 전력을 두 배로 늘려 측정된 감도가 3dB 증가하므로 테스트 조건을 아는 것이 중요하다. 측정된 감도의 ±3dB 변화는 주어진 인지 음량을 생성하는 데 필요한 전기 전력의 유사한 두 배/절반에도 해당하므로, 겉으로는 '미미한' 감도 차이조차도 앰프 전력 요구 사항에 큰 변화를 초래할 수 있다. 이는 앰프 전력 출력이 증가함에 따라 전력 앰프가 점점 더 비실용적이 되기 때문에 중요하다.
많은 고품질 가정용 스피커는 약 84dB에서 94dB 사이의 감도를 가지지만, 전문가용 스피커는 약 90dB에서 100dB 사이의 감도를 가질 수 있다. 84dB 소스는 100와트 앰프로 구동되는 90dB 소스 또는 10와트 앰프로 구동되는 100dB 소스와 동일한 음향 전력(인지되는 음량)을 생성하기 위해 400와트 앰프를 필요로 한다. 따라서 시스템의 '전력'에 대한 좋은 측정은 앰프와 스피커를 합친 클리핑 전 최대 음량(dB SPL)을 청취 위치에서 가청 주파수 스펙트럼에 걸쳐 플롯하는 것이다. 등청감 곡선에 표시된 바와 같이 인간의 귀는 저주파에 덜 민감하므로, 잘 설계된 시스템은 클리핑 전에 100Hz 이하에서 상대적으로 더 높은 음압 수준을 생성할 수 있어야 한다.
인지되는 음량과 마찬가지로 스피커 감도 또한 주파수와 전력에 따라 달라진다. 감도는 파워 압축 및 고조파 왜곡과 같은 비선형 효과를 최소화하기 위해 1와트에서 측정되며, 사용 가능한 대역폭에서 평균된다. 대역폭은 종종 측정된 '+/-3dB' 차단 주파수 사이로 지정되는데, 여기서 상대 음량은 피크 음량보다 최소 6dB 감소한다. 일부 스피커 제조업체는 바닥/벽/천장 경계가 인지되는 음량을 증가시킬 수 있는 주파수 극단에서 스피커의 실제 실내 응답을 고려하기 위해 '+3dB/-6dB'를 대신 사용한다.
스피커 감도는 오디오 앰프가 전압원처럼 작동하는 경향이 있기 때문에 고정된 앰프 출력 전압을 가정하여 측정 및 평가된다. 감도는 다르게 설계된 스피커 간의 스피커 임피던스 차이로 인해 오해의 소지가 있는 측정 기준이 될 수 있다. 임피던스가 높은 스피커는 측정된 감도가 낮아 효율이 낮은 것처럼 보일 수 있지만, 실제로는 효율이 비슷할 수 있다. 스피커 효율은 스피커가 음향 전력으로 변환하는 실제 전기 전력의 비율만 측정하는 측정 기준이며, 스피커에서 주어진 음향 전력을 얻는 방법을 조사할 때 더 적절한 측정 기준이 되는 경우가 있다.
동일하고 상호 결합된 스피커 드라이버(서로 파장보다 훨씬 짧은 거리)를 추가하고 두 드라이버 사이에 전기 전력을 균등하게 분할하면, 다이어프램 면적이 두 배로 증가할 때까지 단일 드라이버의 크기를 늘리는 것과 유사하게 결합된 효율이 최대 3dB 증가한다. 주파수 응답이 일반적으로 드라이버 크기에 비례하기 때문에 더 큰 드라이버보다 여러 드라이버를 사용하여 효율을 높이는 것이 더 실용적일 수 있다.
시스템 설계자는 스피커 캐비닛에 상호 결합된 드라이버를 사용하고, 공연장에 상호 결합된 스피커 캐비닛을 사용하여 이러한 효율 향상을 활용한다. 드라이버 어레이의 총 드라이버 면적이 두 배로 증가할 때마다 효율이 약 3dB 증가하며, 이는 어레이의 두 드라이버 간 총 거리가 약 1/4 파장을 초과하는 한계에 도달할 때까지 지속된다.
전체 앰프 전력도 두 배로 증가하면 드라이버 수가 두 배로 증가할 때 전력 처리 능력도 두 배로 증가하여 상호 결합된 드라이버가 두 배로 증가할 때마다 총 음향 출력은 최대 약 6dB 증가한다. 단일 드라이버의 전체 크기(다이어프램, 바스켓, 도파관 또는 혼 포함)가 이미 한 파장을 초과할 수 있으므로, 고주파에서 여러 드라이버를 사용하여 상호 결합 효율 이득을 실현하기는 어렵다.
파장보다 훨씬 작은 소스는 자유 공간에서 전방향으로 방사하는 점원처럼 작동하는 반면, 파장보다 큰 소스는 자체 '접지면' 역할을 하여 소리를 앞으로 집중시킨다. 이러한 집중 현상은 큰 공연장에서 고주파 분산을 어렵게 만들 수 있으므로, 설계자는 다양한 방향으로 향하거나 다양한 위치에 배치된 여러 소스로 청취 영역을 커버해야 할 수 있다.
마찬가지로, 바닥/벽/천장과 같은 하나 이상의 경계에 스피커가 1/4 파장보다 훨씬 가깝게 위치하면 자유 공간을 반 공간, 쿼터 공간 또는 8분의 1 공간으로 변경하여 유효 감도를 높일 수 있다. 경계까지의 거리가 1/4 파장보다 클 경우, 지연된 반사는 인지되는 음량을 증가시킬 수 있지만, 빗형 필터링 및 잔향과 같은 주변 효과를 유발하여 공연장 전체의 주파수 응답을 고르지 않게 만들거나, 특히 작은 공연장과 단단한 반사 표면에서 소리를 확산되고 거칠게 만들 수 있다.
지정된 청취 영역 내에서 경계 효과를 보상하기 위해 흡음 구조, 확산 구조 및 디지털 신호 처리가 사용될 수 있다.

## 앰프와 스피커 매칭
이스턴 어쿠스틱 웍스의 선임 기술자로 재직 중인 찰스 "척" 맥그리거는 스피커에 적합한 크기의 앰프를 선택하고자 하는 프로페셔널 오디오 구매자를 위한 지침을 작성했다. 척 맥그리거는 앰프의 최대 전력 출력 등급이 스피커의 연속(소위 "RMS") 등급의 두 배이며, 20% 오차 범위 내여야 한다는 일반적인 규칙을 권장했다. 그의 예시에서, 연속 전력 등급이 250와트인 스피커는 400와트에서 625와트 범위의 최대 전력 출력을 가진 앰프와 잘 맞는다.
JBL은 IEC 268-5 표준(최근 IEC 60268-5라고도 불림)에 따라 스피커를 테스트하고 라벨을 붙이며, 시스템의 사용 프로파일에 따라 보다 미묘한 권장 사항을 제시한다. 이는 기본적으로 스피커를 구동하는 데 사용되는 신호의 (최악의 경우) 크레스트 팩터를 포함한다.
1. "피크 트랜지언트(순간적인 최대값) 능력을 유지해야 하는 신중하게 모니터링되는 응용 프로그램의 경우, 시스템은 IEC 정격의 두 배를 전달할 수 있는 앰프로 전원을 공급해야 한다." 예를 들어, 300와트 IEC 등급의 스튜디오 모니터는 600와트(RMS) 앰프로 안전하게 구동될 수 있다. 단, "피크 신호는 일반적으로 너무 짧은 지속 시간으로 인해 시스템 구성 요소에 거의 스트레스를 주지 않는다."[27]
2. "높은 연속적이지만 왜곡되지 않은 출력이 발생할 가능성이 있는 일상적인 응용 프로그램의 경우, 시스템은 시스템의 IEC 등급을 전달할 수 있는 앰프로 전원을 공급해야 한다." 이는 대부분의 소비자 시스템을 포함한다. "이러한 시스템은 종종 실수로 과도하게 구동되거나 피드백이 발생할 수 있다. IEC 등급과 동일한 앰프로 전원을 공급하면 사용자는 안전한 작동을 보장받는다."[27]
3. "악기 응용 프로그램의 경우, 왜곡된(과도하게 구동된) 출력이 음악적 요구 사항일 수 있는 경우, 시스템은 시스템의 IEC 등급의 절반만 전달할 수 있는 앰프로 전원을 공급해야 한다." 이는 예를 들어, 일반적으로 "왜곡되지 않은 사인파 300와트"를 출력하는 앰프가 클리핑 (신호 처리)될 때 (즉, 출력이 방형파에 가까워질 때) 600와트 가까이 도달할 수 있기 때문에 필요하다. 이러한 시나리오가 가능성이 있다면, 스피커의 안전한 작동을 위해 앰프의 (RMS) 정격은 스피커의 IEC 전력의 절반을 넘지 않아야 한다.[27]

## '액티브' 스피커의 전력 처리
액티브 스피커는 채널당 두 개 또는 세 개의 스피커로 구성되며, 각 스피커에는 자체 앰프가 장착되어 있고, 그 앞에는 저수준 오디오 신호를 각 스피커가 처리할 주파수 대역으로 분리하는 전자 크로스오버 필터가 있다. 이 접근 방식은 높은 전력 처리 능력이 필요하지만 롤오프가 제한적이고 크고 비싼 인덕터와 커패시터가 필요한 패시브 크로스오버를 사용하지 않고도 저수준 신호에 복잡한 액티브 필터를 사용할 수 있게 한다. 추가적인 이점은 신호가 두 개의 다른 주파수 대역에서 동시에 피크를 가질 때 피크 전력 처리가 더 크다는 것이다. 단일 앰프는 두 신호 전압이 정점에 있을 때 피크 전력을 처리해야 한다. 전력은 전압의 제곱에 비례하므로 두 신호가 동일한 피크 전압에 있을 때의 피크 전력은 전압 합계의 제곱에 비례한다. 별도의 앰프를 사용하는 경우, 각 앰프는 자체 대역에서 피크 전압의 제곱을 처리해야 한다. 예를 들어, 저음과 중음이 각각 10W 출력에 해당하는 신호를 가질 경우, 40W 피크를 처리할 수 있는 단일 앰프가 필요하지만, 저음과 고음 앰프 각각 10W를 처리할 수 있으면 충분하다. 이는 광대역 타악기 및 고진폭 저음과 같이 서로 다른 주파수 대역에서 유사한 진폭의 피크가 발생할 때 관련이 있다.
대부분의 오디오 응용 분야에서는 저주파에서 더 많은 전력이 필요하다. 이는 저주파용 고출력 앰프(예: 20-200 헤르츠 대역에 200와트), 중주파용 저출력 앰프(예: 200-1000 헤르츠 대역에 50와트), 그리고 고주파용으로는 더 적은 전력(예: 1000-20000 헤르츠 대역에 5와트)을 필요로 한다. 바이/트리 앰프 시스템의 적절한 설계는 최적의 크로스오버 주파수와 전력 앰프 출력을 결정하기 위해 드라이버(스피커) 주파수 응답 및 감도 연구를 필요로 한다.

## 지역별 차이

### 미국
피크 순간 전력 출력(Peak momentary power output)과 피크 음악 전력 출력(peak music power output)은 서로 다른 사양을 가진 다른 측정값이며, 서로 바꿔 사용할 수 없다. 펄스 또는 성능과 같은 다른 단어를 사용하는 제조업체는 알려지지 않은 의미를 가진 자신만의 비표준 측정 시스템을 반영하는 것일 수 있다. 연방거래위원회는 연방거래위원회(FTC) 규칙 46 CFR 432(1974)로 이를 종식시키고 있으며, 이는 가정용 엔터테인먼트 제품에 사용되는 앰프의 전력 출력 주장에 영향을 미친다.
연방거래위원회 명령에 따라 소비자 전자제품 협회는 가전제품용 오디오 전력에 대한 명확하고 간결한 측정 기준을 확립했다. 그들은 웹사이트에 FTC 승인 제품 마킹 템플릿을 게시했으며, 전체 표준은 유료로 제공된다.
많은 사람들은 이것이 앰프 등급의 모호함과 혼란을 많이 해소할 것이라고 믿는다.
스피커 및 전원 공급 스피커 시스템에 대한 등급도 있을 것이다. 이 사양은 오디오 앰프에만 적용된다. EU 대응 표준도 예상되며, 미국과 유럽에서 판매되는 모든 장비는 동일하게 테스트되고 평가될 것이다.
이 규정은 자동차 엔터테인먼트 시스템을 다루지 않아, 결과적으로 여전히 전력 등급 혼란에 시달리고 있다. 그러나, 모바일 오디오 앰프의 테스트 및 측정 방법을 포함하는 새로운 승인된 미국 국가 표준 ANSI/CEA-2006-B가 많은 제조업체에 의해 서서히 시장에 도입되고 있다.

### 유럽
DIN (Deutsches Institut für Normung, 독일 표준화 협회)은 DIN 45xxx에서 오디오 전력 측정을 위한 여러 표준을 설명한다. DIN 표준(DIN-norms)은 유럽에서 일반적으로 사용된다.

### 국제
IEC 60268-2는 전력 출력을 포함한 전력 증폭기 사양을 정의한다.

## 같이 보기
- 오디오 시스템 측정
- 음압 레벨 측정기
- 오디오 노이즈 측정